# Angelogelasinus implicatus
Angelogelasinus implicatus är en tvåvingeart som beskrevs av Ito 1984. Angelogelasinus implicatus ingår i släktet Angelogelasinus och familjen borrflugor. Inga underarter finns listade i Catalogue of Life.